# 拉迪氏苦味銀漢魚
拉迪氏苦味銀漢魚為輻鰭魚綱銀漢魚目沼銀漢魚科的其中一種。

## 分布
本魚分布於印尼西里伯斯內陸的淡水溪流中。

## 特徵
本魚體延長，側扁，背面及腹面外廓為一致之凸狀。第一背鰭小形，具5枚硬棘，不延長；第二背鰭相當大，具1枚硬棘及7~8枚軟條，於雄性成魚其鰭條延伸，鰭膜好似破裂狀；臀鰭具1枚硬棘及11~12枚軟條，外形與第二背鰭相似。體背、腹部及尾柄上下緣為檸檬黃黃色，體側欖黃色，體中央至尾鰭基底具一明亮藍綠色縱帶；眼之虹膜黃綠色；第一背鰭黑色，其軟條白色至黃色，第二背鰭具一橘黃色底而有檸檬黃為中心之大斑；雌魚第一軟條、雄魚前2軟條為黑色。尾鰭淡黃色，其上下葉外緣具寬黑條紋；臀鰭之色澤與第二背鰭相似，但雄魚第一軟條為黑色；腹其淡黃色，胸鰭無色。雌魚體色較淡，且背鰭與臀鰭之鰭條決部延伸。體長約7公分。

## 生態
適水溫23~28℃，食活餌，產卵於水草上。卵為黃色，一次產卵20~30粒，卵於水溫25℃下約10日孵化。以枝角類為餌，約7個月可為成魚。

## 經濟利用
為觀賞用的觀賞魚。